# Пунцовый цвет
Цвет пунцо́вый, или пунцо́вый цвет — одно из названий красного цвета. Происходит от пол. ponsowy «светло-красный», которое в свою очередь заимствовано из фр. ponceau «ярко-красный; цвет красного мака». Соответственно, пунцовый — это классический яркий и относительно светлый красный цвет. Также это один из оттенков крови и зари, цвет кумача.

## История
Понятие этого цвета в форме «пунсовый» вошло в русский язык со времён правления Петра I, а с середины XVIII века установилась форма «пунцовый», в словарях оно появляется с 1762 года.
Неоднократно этот оттенок красного становился одним из самых модных. Так, собиратель старинных историй, журналист М. Пыляев в своей работе «Моды и модники старого времени», говоря о последнем десятилетии XVIII века, указывает на пунцовый цвет, как самый популярный для «всякой обшивки», конкуренцию пунцовому в этой области составлял лишь золотой цвет.
В 1860-х годах, когда во всём мире ожидалось новое извержение Везувия (которое произошло в 1872 году), модным для тканей стал новый оттенок, названный в честь знаменитого вулкана. Некий обозреватель мод так определял оттенок «Везувий»: «оранжевый цвет, впадающий в пунцовый», по его мнению, этот цвет должны были носить только брюнетки.
Историк моды А. Васильев отмечает, что в 1880-х годах для плюшевых вееров в моде были два цвета — пунцовый и «старого золота».
Цвет получался с помощью красителей фуксина, ализарина. Кумач, окрашенный последним, как одноцветный, так и с узорами, назывался «пунцовым товаром». Окрашивание пряжи в стойкий яркий красный цвет по особой технологии называлось «пунцовым крашением».
Кумач «пунцового» или, иначе, «адрианопольского» цвета вырабатывался на предприятиях «Товарищества мануфактур Барановых», считалось, что ткани этой мануфактуры особенно прочны.
«Пунцовый» используется в основном при описании особенности внешности человека — им обозначается цвет губ, щёк, румянца; цвета растений (мак); природных явлений; цвета одежды и аксессуаров. В воровском жаргоне есть понятие «пунцовка», обозначающее обольщение женщиной-воровкой мужчины, заставшего её на месте преступления. Название этого приёма образовано от жаргонизма «запунцовать» — изобразить себя «пунцовой», то есть показать смущение.

Близкие цвета и оттенки:
| Цвет           | Изображение цвета |
| -------------- | ----------------- |
| Красный цвет   |                   |
| Малиновый цвет |                   |
| Пурпурный цвет |                   |
| Пунцовый цвет  |                   |
| Алый цвет      |                   |
| Бордо          |                   |